# Omar Oreste Corbatta
Omar Oreste Corbatta Fernández (Daireaux, 1936. március 11. – La Plata, 1991. november 6.) argentin labdarúgócsatár.
Az argentin válogatott tagjaként részt vett az 1958-as labdarúgó-világbajnokságon.